# ۱۵۰ (میلادی)
۱۵۰ (میلادی) صد و پنجاهمین سال تقویم میلادی است.
‎